# Basia Bulat
Barbara Josephine Bulat (ur. 13 kwietnia 1984 w Toronto, Kanada) – kanadyjska wokalistka, piosenkopisarka i multiinstrumentalistka, przedstawicielka nurtu alternatywnego folku, zabarwionego indierockowym brzmieniem.

## Dyskografia
- Basia Bulat (2005, EP)
- Oh, My Darling (2007)
- Touch the Hem of His Garment (2008, 7")
- Heart of My Own (2010)
- Tall Tall Shadow (2013)
- Good Advice (2016)
- Are You in Love? (2020)
- The Garden (2022)
- Basia’s Palace (2025)